# Allée Flora-Tristan
L'allée Flora-Tristan est une voie située dans le 7e arrondissement de Lyon, dans le quartier de La Mouche.

## Situation
L'allée débute avenue Jean-Jaurès et aboutit rue Michel-Félizat. Elle est orientée est-ouest.

## Origine du nom
La rue porte le nom de Flora Tristan, une femme de lettres, penseuse et militante socialiste et féministe française, née le 7 avril 1803 à Paris et morte le 14 novembre 1844 à Bordeaux.

## Histoire
Cette nouvelle voie a été nommée par délibération du Conseil municipal de Lyon le 14 novembre 2016.